# Bruce Bochy
Pour les articles homonymes, voir Bochy.
Bruce Douglas Bochy, né le 16 avril 1955 à Landes de Boussac (Bussac-Forêt), Charente-Maritime France, est un ancien joueur américain de baseball qui depuis 2007 est le manager des Giants de San Francisco de la Ligue majeure de baseball. 
Bochy dirige les Giants vers la victoire en Série mondiale 2010, Série mondiale 2012 et Série mondiale 2014 et les Rangers du Texas vers la victoire en Série mondiale 2023.
Il a évolué au poste de receveur durant sa carrière de joueur. Après sa retraite, il a dirigé les Padres de San Diego de 1995 à 2006. Il les a menés au titre de la Ligue nationale en 1996 et il a reçu le titre de gérant de l'année cette même saison.
Le 9 décembre 2019, Bochy a été nommé Manager de l'équipe de France de baseball. Il dirigera Les Bleus dans leur quête d’une qualification à la World Baseball Classic 2021.

## Carrière de joueur
Bruce Bochy, un receveur lançant et frappant de la droite, est repêché par les White Sox de Chicago au 8e tour de sélection en janvier 1975. Il ne signe pas de contrat avec le club et il est ensuite sélectionné par les Astros de Houston dans la seconde phase de la séance de repêchage de juin 1975. Il joue son premier match dans le baseball majeur avec Houston le 19 juillet 1978 et apparaît dans 132 parties de l'équipe en trois ans. Le 11 février 1981, les Astros l'échangent aux Mets de New York contre deux joueurs de ligues mineures. Après une saison 1981, passée entièrement dans les mineures avec le club-école des Mets à Tidewater dans la Ligue internationale, il joue dans 17 matchs pour New York en 1982. Il rejoint ensuite les Padres de San Diego, pour qui il évolue comme réserviste de 1983 à 1987.
Bruce Bochy a disputé 358 parties en 9 saisons dans les ligues majeures, dont 209 d'entre elles avec les Padres de San Diego. En carrière, il compte 192 coups sûrs, 26 circuits, 93 points produits et 75 points marqués. Sa moyenne au bâton en carrière s'élève à ,239.
Il apparaît dans un match de la Série mondiale 1984 avec San Diego, alors qu'il est amené comme frappeur suppléant en neuvième manche du cinquième duel contre les Tigers de Détroit. Bochy réussit un coup sûr contre Willie Hernández après un retrait mais les deux coéquipiers qui le suivent sont incapables de le faire marquer, ce qui donne aux Tigers le titre de champion.

## Carrière d'entraîneur

### Ligues mineures
Bochy est joueur-instructeur des Stars de Las Vegas, le club-école Triple-A des Padres de San Diego en 1988. Il s'agit de sa dernière saison comme joueur de baseball. L'année suivante, il est gérant d'un club pour la première fois alors qu'il mène les Indians de Spokane, un club de niveau A (saison courte) au titre de la Ligue Northwest. C'est la première de quatre saisons comme gérant de club de ligues mineures affiliés aux Padres de San Diego. Il dirige en 1990 le Riverside Red Wave, club-école de niveau A+ dans la California League. En 1991, le club de ce niveau affilié aux Padres se trouve toujours dans la même ligue, mais cette fois il s'agit des Mavericks de High Desert. En 1992, il mène le club-école Double-A de la franchise, les Wranglers de Wichita, au titre de la Ligue du Texas. En quatre saisons comme manager dans l'organisation des Padres, les clubs dirigés par Bochy comptent 248 victoires contre 241 défaites, pour un pourcentage de victoires de ,507.

### Padres de San Diego

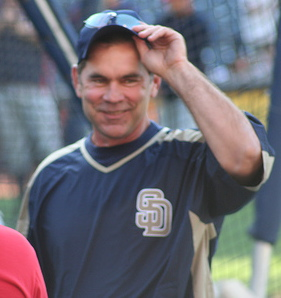
Bruce Bochy en 2006 avec les Padres de San Diego.

Bruce Bochy passe aux Ligues majeures en 1993 alors qu'il devient instructeur au troisième but des Padres de San Diego, et ce pour deux saisons. Il succède en 1995 au gérant Jim Riggleman.
Entre 1995 et 2006, il dirige les Padres et les mène à quatre titres de division (en 1996, 1998, 2005 et 2006). En 1998, les Padres remportent le titre de Ligue nationale après 14 saisons d'attente. Ils sont défaits par les Yankees de New York en Série mondiale. Il est le premier gérant né en Europe à mener un club en série finale. Bruce Bochy a reçu le prix du manager de l'année en 1996. Avec 951 victoires en 12 saisons, il est le manager comptant le plus victoire de la franchise des Padres.

### Giants de San Francisco

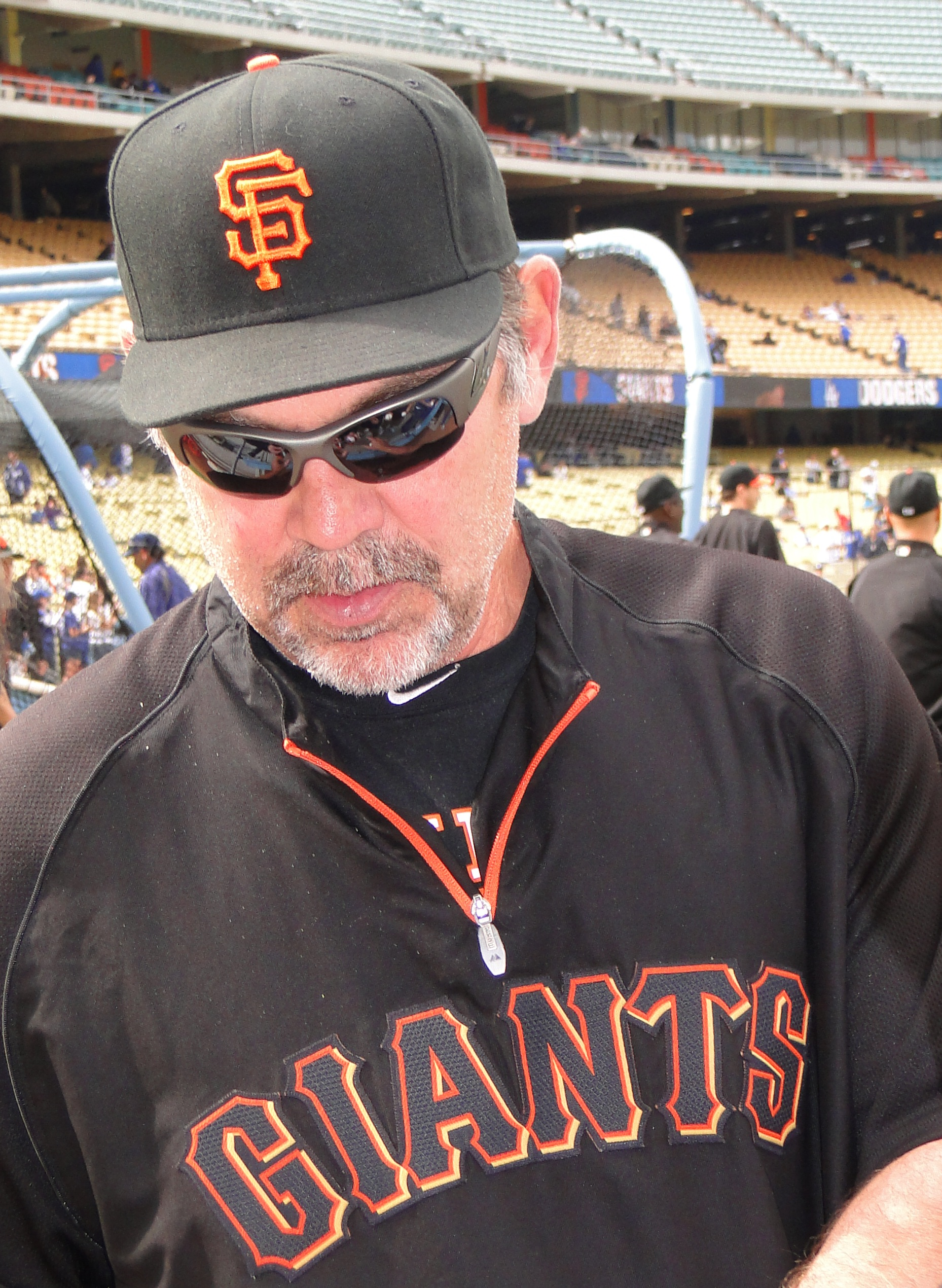
Bruce Bochy en 2011 aux commandes des Giants de San Francisco.

Depuis 2007, il dirige les Giants de San Francisco. Après deux saisons médiocres, l'équipe reprend vie en 2009 et remporte 88 victoires, bataillant jusqu'à la toute fin du calendrier régulier pour une place en séries éliminatoires. Quelques semaines après la conclusion de la saison, les Giants prolongent de deux ans le contrat de Bochy et du directeur général de l'équipe Brian Sabean.
Avec un 1034e succès le 28 avril 2008, Bochy dépasse le Dominicain Felipe Alou pour le nombre de victoires par un gérant né hors des États-Unis.
En 2010, les Giants présentent le cinquième meilleur dossier des majeures sur 30 équipes avec 92 victoires contre 70 défaites. Ils décrochent leur premier championnat de division depuis 2003 dans l'Ouest de la Ligue nationale et gagnent la Série mondiale 2010, une première pour la franchise depuis son transfert de New York vers San Francisco dans les années 1950. C'est un premier titre mondial pour Bochy et il est le premier gérant né en Europe à accomplir la chose.
Avec six victoires de moins qu'en 2010, une équipe des Giants minée par les blessures termine en seconde place de la division Ouest en 2011 et rate les séries éliminatoires.
En 2012, le club revient en première place avec 94 victoires et 68 défaites pour ensuite remporter la Série mondiale 2012 sur Détroit et décrocher un second titre en trois ans.

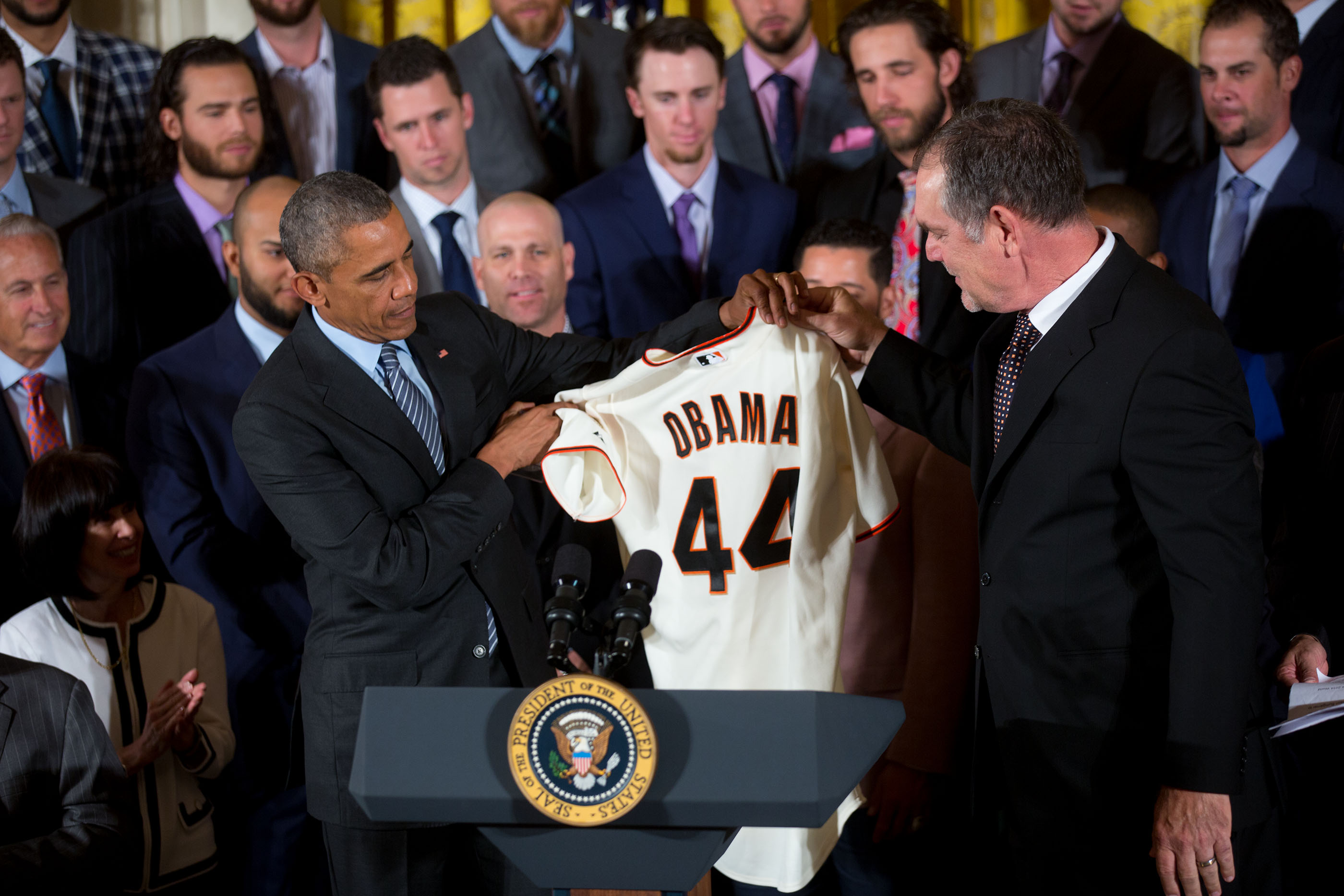
Bruce Bochy (à droite) remet une chemise des Giants à Barack Obama le 4 juin 2015 lors de la réception à la Maison-Blanche des champions de la Série mondiale 2014.

En mars 2013, alors que Bochy s'apprête à amorcer la dernière saison prévue à son contrat, il signe une nouvelle entente de trois ans qui doit en faire le gérant des Giants jusqu'en 2016. La saison 2013 de 76 victoires et 86 défaites est la première campagne perdante des Giants depuis 2008. Un an plus tard, le club se qualifie pour les éliminatoires avec 88 succès et 74 défaites, puis remporte le championnat de la Ligue nationale, jouant en Série mondiale 2014 contre les Royals de Kansas City.
Le 3 avril 2015, Bochy, dont l'échéance du contrat était fixée à la fin de la saison 2016, signe une prolongation de contrat le liant aux Giants jusqu'à la conclusion de la saison 2019.
La saison 2015 est la 6e en 7 ans avec plus de victoires que de défaites pour les Giants de Bochy, mais leur fiche de 84-78 n'est pas suffisante pour les qualifier en éliminatoires, qu'ils ratent pour une 3e fois l'année suivant une conquête du titre ultime.
Bochy portait le dossard numéro 15 avec les Giants avant de le léguer en juillet 2011 à Carlos Beltran lorsque ce dernier est acquis par l'équipe. Il change alors pour le numéro 16, avant de retrouver le 15 la saison suivante, Beltrán étant alors parti.
Il remporte la Série mondiale avec les Rangers du Texas en 2023, lors sa première année en tant que manager.

## Vie personnelle
Bruce Bochy est né en France car son père, militaire, était basé dans l'Hexagone. Bochy et son épouse Kim ont deux enfants: Greg (né en 1979) et Brett (né en 1987). Repêché par les Padres de San Diego, Greg Bochy a joué brièvement en ligues mineures de 2002 à 2004 comme lanceur et joueur de troisième but. Brett Bochy, un lanceur droitier, a fait ses débuts dans le baseball majeur en 2014 avec les Giants de San Francisco, club dirigé par son père.
Le frère de Bruce Bochy, Joe, est dépisteur pour les Padres de San Diego,.

## Bilan de manager
(Mis à jour après la saison 2015)
| Équipe | Année  | Saison régulière | Saison régulière | Saison régulière | Saison régulière | Séries éliminatoires | Séries éliminatoires | Séries éliminatoires | Séries éliminatoires           |
| Équipe | Année  | Vic.             | Déf.             | % Vic.           | Place            | Vic.                 | Déf.                 | % Vic.               | Résultat                       |
| ------ | ------ | ---------------- | ---------------- | ---------------- | ---------------- | -------------------- | -------------------- | -------------------- | ------------------------------ |
| SDP    | 1995   | 70               | 74               | 0.486            | 3e NL-West       | -                    | -                    | -                    |                                |
| SDP    | 1996   | 91               | 71               | 0.562            | 1er NL-West      | 0                    | 3                    | 0.000                |                                |
| SDP    | 1997   | 76               | 86               | 0.469            | 4e NL-West       | -                    | -                    | -                    |                                |
| SDP    | 1998   | 98               | 64               | 0.605            | 1er NL-West      | 7                    | 7                    | 0.500                | Finaliste de la Série mondiale |
| SDP    | 1999   | 74               | 88               | 0.457            | 4e NL-West       | -                    | -                    | -                    |                                |
| SDP    | 2000   | 76               | 86               | 0.469            | 5e NL-West       | -                    | -                    | -                    |                                |
| SDP    | 2001   | 79               | 83               | 0.488            | 4e NL-West       | -                    | -                    | -                    |                                |
| SDP    | 2002   | 66               | 96               | 0.407            | 5e NL-West       | -                    | -                    | -                    |                                |
| SDP    | 2003   | 64               | 98               | 0.395            | 5e NL-West       | -                    | -                    | -                    |                                |
| SDP    | 2004   | 87               | 75               | 0.537            | 3e NL-West       | -                    | -                    | -                    |                                |
| SDP    | 2005   | 82               | 80               | 0.506            | 1er NL-West      | 0                    | 3                    | 0.000                |                                |
| SDP    | 2006   | 88               | 74               | 0.543            | 1er NL-West      | 1                    | 3                    | 0.250                |                                |
| SFG    | 2007   | 71               | 91               | 0.438            | 5e NL-West       | -                    | -                    | -                    |                                |
| SFG    | 2008   | 72               | 90               | 0.444            | 4e NL-West       | -                    | -                    | -                    |                                |
| SFG    | 2009   | 88               | 74               | 0.543            | 3e NL-West       | -                    | -                    | -                    |                                |
| SFG    | 2010   | 92               | 70               | 0.568            | 1er NL-West      | 11                   | 4                    | 0.733                | Vainqueur de la Série mondial  |
| SFG    | 2011   | 86               | 76               | 0.531            | 2e NL-West       | -                    | -                    | -                    |                                |
| SFG    | 2012   | 94               | 68               | 0.580            | 1er NL-West      | 11                   | 5                    | 0.687                | Vainqueur de la Série mondial  |
| SFG    | 2013   | 76               | 86               | 0.469            | 3e NL-West       | -                    | -                    | -                    |                                |
| SFG    | 2014   | 88               | 74               | 0.543            | 2e NL-West       | 12                   | 5                    | 0.705                | Vainqueur de la Série mondial  |
| SFG    | 2015   | 84               | 78               | 0.519            | 2e NL-West       | -                    | -                    | -                    |                                |
| SFG    | 2016   | -                | -                | -                | -                | -                    | -                    | -                    |                                |
| Totaux | Totaux | 1702             | 1682             | 0.503            |                  | 42                   | 30                   | 0.583                |                                |